# Niobe (Schiff, 1863)
Die Niobe war eine 1848/49 in Portsmouth für die Royal Navy gebaute hölzerne Segelfregatte. Preußen kaufte sie 1862 für die seemännische Ausbildung des Offiziernachwuchs seiner Marine. Das Schiff behielt den von der Royal Navy vergebenen Namen Niobe und wurde bis 1890 in der Kaiserlichen Marine als Schulschiff genutzt. Ende 1890 wurde die Niobe aus der Liste der Kriegsschiffe gestrichen und 1919 zum Abbruch verkauft.

## Geschichte
Die zweite Niobe der Royal Navy war im März 1846 als drittes Schiff der Diamond-Klasse bestellt worden. Nur das Typschiff Diamond der 28-Kanonen-Fregatten 6. Klasse kam tatsächlich in den Dienst der Navy. Die am 18. September 1849 beim Devonport Dockyard in Plymouth vom Stapel gelaufene Niobe wurde direkt in die Reserve überführt, wurde nicht bewaffnet und kam nie in den Dienst der Navy. Die Niobe war ein Querspant-Kraweelbau aus Eichenholz mit Kupferbeschlag, verdrängte 1300 t, war 43,3 m lang und 12,8 m breit und als Vollschiff für eine Segelfläche von 1650 m² getakelt. Sie sollte mit einer Besatzung von 240 Mann zur Sicherung der Seewege eingesetzt werden.

### Verkauf an Preußen
Nach den Totalverlusten des Schoners Frauenlob und der Segelkorvette Amazone 1860/61 genehmigte der preußische Landtag den Ankauf von geeigneten Schulschiffen im Ausland, um den Ausbildungsbedarf an Seeleuten schnell sicherzustellen. 1862 gelang es von der britischen Admiralität die Fregatte Niobe und die Sloops Musquito und Rover der Helena-Klasse anzukaufen, die alle drei bislang nicht im aktiven Dienst gewesen waren. Im Kaufvertrag für die Schiffe vom 9. Juli 1862 wurden für die Niobe 15.892 £ als Preis ausgewiesen. Konstruktiv war sie eine verkleinerte Ausführung der 1855 von Preußen in Großbritannien erworbenen Fregatte Thetis.
Die Überführung der angekauften Schiffe erfolgte im Oktober 1862 mit Personalabgaben der aus Ostasien heimkehrenden Korvette Arcona und der Thetis. Mit den Überführungsmannschaften konnte am 21. Oktober die Fregatte in Devonport für die preußische Marine übernommen werden. Am 1. November begann sie ihre Überführungsfahrt nach Danzig, wo am 5. Januar 1863 wieder außer Dienst gestellt wurde, um für ihre Aufgabe als Kadetten-Schulschiff in der Königlichen Werft hergerichtet zu werden. Überführungskommandant der Niobe war der Leutnant zur See 1. Klasse Hassenstein.

### Einsatz als Seekadettenschulschiff
Am 25. Juni 1863 wurde die Niobe als drittes der neuen Schulschiffe in Dienst gestellt. Wie die beiden anderen Schiffe behielt die Fregatte ihren britischen Namen nach der griechischen Sagenfigur Niobe. Die Bewaffnung der Fregatte bestand aus 16 68-Pfündern und vier 30-Pfündern. Ab August 1863 gehörte sie zum erstmals gebildeten Übungsgeschwader mit den beiden Sloops. Nach Verbandsübungen begannen die Schiffe dann im Herbst eine Auslandsreise in den Atlantik, die schon am 16. November in Plymouth wegen der Spannungen mit Dänemark abgebrochen wurde. Die Niobe diente während des Deutsch-Dänischen Krieges als Depotschiff in Swinemünde.
Im Herbst 1864 lief das Schulgeschwader mit allen drei Schiffen von Kiel in den Atlantik aus. Wegen des gerade beendeten Krieges mit Dänemark begleiteten die Korvetten Vineta und Victoria das ausreisende Schulgeschwader bis Plymouth. Dort trennte sich die Niobe von den Briggs und setzte ihre Reise nach Westindien fort, während die beiden Geleitkorvetten in die Ostsee zurückkehrten und die beiden Schiffsjungenschulschiffe in das Mittelmeer liefen. Ende April 1865 kehrte die Niobe nach sechs Monaten wieder nach Kiel zurück. Die nächste große Auslandsreise führte ab dem 29. September 1865 mit den beiden Schiffsjungenbriggs über Funchal bis zu den Kanaren. Auf der Reise war der deutsche Forscher Ernst Haeckel als Passagier auf dem Schiff von Madeira nach Teneriffa. Bei den Kanaren konnte die Niobe nach einem schweren Sturm einer spanischen Fregatte und schwedischen Handelsschiffen Hilfe leisten. Am 26. Januar 1866 begann die Rückreise der Niobe, die vor Cádiz ab dem 21. Februar für sechs Wochen zu Ausbildungsfahrten vor Ort unterbrochen wurde. Am 15. Mai 1866 traf das Schiff wieder in Kiel ein. Im Herbst 1866 führte die große Ausbildungsreise der Niobe wieder nach Westindien. Auf der Rückreise besuchte der Kommandant mit einigen Offizieren und Seekadetten von Cherbourg aus die Weltausstellung in Paris.

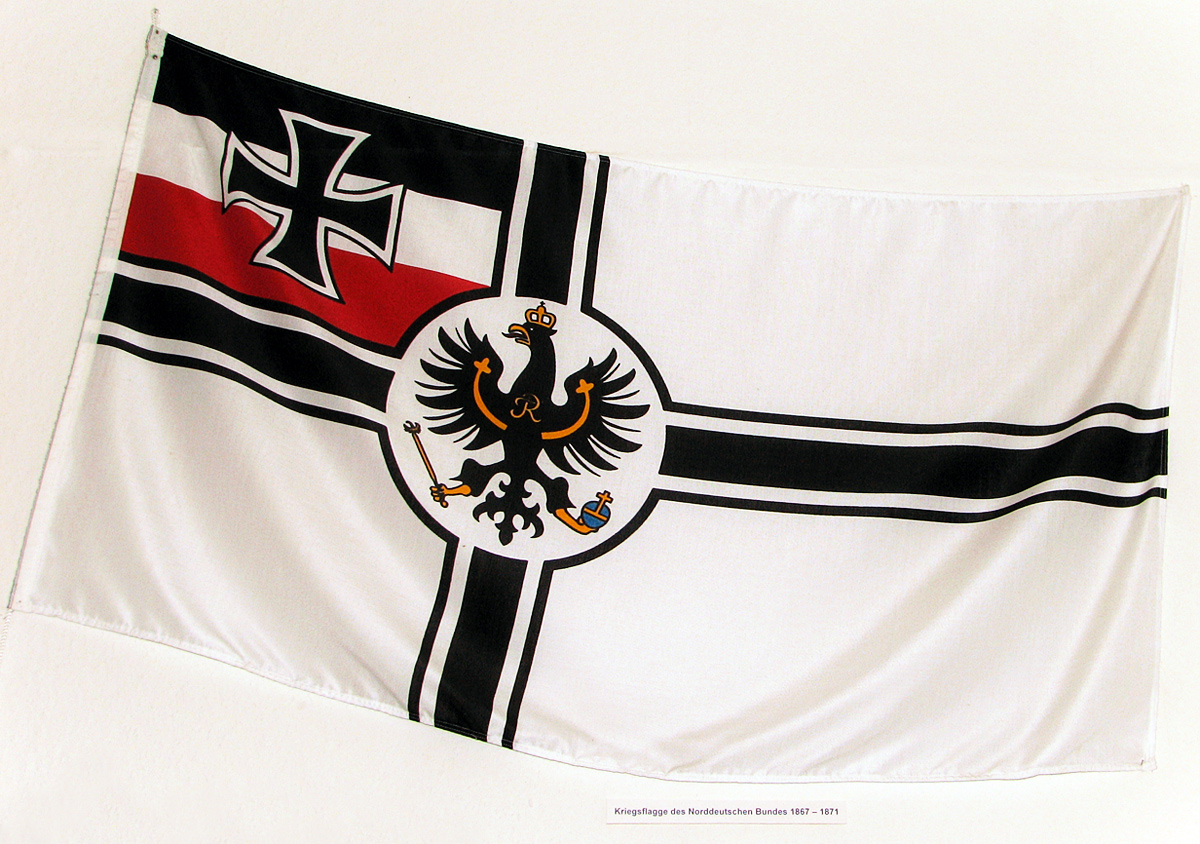
Kriegsflagge des Norddeutschen Bundes

Auf der folgenden Ausreise setzte ein dänischer Lotse die Niobe im Kleinen Belt auf Grund. Zwar konnte das Schulschiff mühevoll wieder abgebracht werden, aber der Kommandant Korvettenkapitän Schelle starb durch den Stress am 24. September 1867 und wurde im norwegischen Langesund beigesetzt. Der 1. Offizier Alexander von Monts führte die Fregatte dann nach Plymouth, wo das Schiff wegen Seeschäden ins Dock ging und am 12. Oktober der Kommandant des auch auf der Ausreise befindlichen Schiffsjungenschulschiffes Musquito, Korvettenkapitän Berger, das Kommando übernahm. Am 1. Oktober hatte die Niobe erstmals feierlich die Flagge des Norddeutschen Bundes gesetzt. Über westindische Häfen lief das Schulschiff dann in die Vereinigten Staaten. Norfolk konnte wegen starken Nebels nicht angelaufen werden, stattdessen besuchte man New York für eine Woche. Am 27. Mai 1868 traf die Niobe wieder in Kiel ein. Vom 22. August 1868 bis zum 23. Mai 1869 und vom 20. September 1869 bis zum 28. Mai 1870 (unter Korvettenkapitän Paul Grapow) folgten weitere Reisen nach Westindien. Auf der letzten Reise wurde die Niobe wegen der Unruhen in Venezuela auch dort zusammen mit dem Stationskanonenboot Meteor eingesetzt. Wegen des Deutsch-Französischen Krieges stellte die Niobe am 18. Juli 1870 außer Dienst und wurde dann als Kasernen- und dann Gefangenenschiff in Swinemünde genutzt.
Am 11. Mai 1871 wurde die Niobe wieder in Dienst gestellt und machte ihre letzte große Reise über den Atlantik. Über englische Nordseehäfen lief sie in die Karibik. Nach einer Grundberührung vor Jamaika konnte das Schiff sich wieder frei warpen und erlitt nur geringfügige Beschädigungen. Im März 1872 gab sie ihre Kadetten in Havanna an die Gazelle ab und traf am 11. Mai 1872 wieder in Kiel ein. Sie diente dann als Wachschiff auf der Station Ostsee.
Es wurde entschieden, die reinen Segelschiffe nicht mehr auf langen Reisen einzusetzen. Während sich Schiffsjungenschulschiffe mit ihren Fahrten im ersten Ausbildungsabschnitt fast gänzlich auf die Ostsee beschränkten, sollte sich die Niobe im Sommerhalbjahr auf Fahrten in der Nord- und Ostsee beschränken. Die langen Seereisen der Kadetten sollten auf Kreuzerfregatten erfolgen. Nach Verabschiedung des neuen Konzepts führte die erste Fahrt der Niobe vom 31. Mai bis zum 21. September 1873 allerdings noch bis nach Funchal. Während der Sommerfahrt 1874 besuchte die Niobe als erstes deutsches Kriegsschiff nach dem Deutsch-Dänischen Krieg von 1864 Kopenhagen und der Kommandant des Schiffes wurde mit seinen Offizieren vom dänischen König Christian IX. empfangen. Anschließend besuchte das Schulschiff noch Reykjavík anlässlich der Feier der Besiedlung Islands seit 1000 Jahren. 1875 und 1876 besuchte die Niobe während der Sommerferien britische Nordseehäfen. Auf der Sommerreise 1877 war der 15-jährige Prinz Heinrich, der Enkel des deutschen Kaisers, das prominenteste Besatzungsmitglied. Die Sommerreise führte bis nach Portsmouth und in Cowes ließ sich die britische Königin Victoria die Offiziere und Kadetten des Schiffes, einschließlich ihres Enkels Heinrich, vorstellen.
Von 1878 bis 1890 wurde die Niobe in jedem Sommerhalbjahr zur Seekadettenausbildung in Nord- und Ostsee von Anfang April bis Ende September eingesetzt. Durch diese während ihrer Dienstzeit fast durchgängige Nutzung, in der fast alle Offiziere der Kaiserlichen Marine kurzzeitig auf ihr Dienst taten, erwarb sie sich den Namen „Mutter der Marine“. Ab Mitte der 1880er Jahre wurde auf der Niobe auch ozeanographische Arbeiten in der Nordsee durchgeführt. Darüber hinaus nahm die Schulfregatte auch an diversen Feierlichkeiten während ihrer Sommerfahrten beteiligt. Am 25. September 1890 wurde auf der Niobe die Flagge letztmals eingeholt und die Schulfregatte im November aus der Flottenliste gestrichen.

„Der letzte Vertreter reinster Segelschiffahrt ist die alte Fregatte Niobe gewesen, die von 1862 bis 1890 als Kadettenschulschiff gefahren ist und auf dem sämtliche Offiziere, die im Kriege Kapitäne zur See oder Admirale waren, ihre erste Ausbildung genossen haben. Die alte Niobe war ein ganz vorzügliches Segelschiff, auf welchem noch älteste Segeltradition gepflegt wurde. Als Niobe gelegentlich einer Schulfahrt um England in den Kriegshafen von Portsmouth mit vollen Segeln einkreuzte und jede Wendung mit allen drei Toppen zugleich ausführte, brachte ihr ein englisches Geschwader für diese wundervolle Leistung begeistert drei Hurras aus.“

### Verbleib der Fregatte
Die ehemalige Niobe diente als Wohnschiff in Kiel u. a. zeitweise im Winter für die Besatzung der Kaiseryacht. 1907 wurde sie nach einem Explosionsunglück auf dem Torpedoschulschiff Blücher als Wohn- und Lehrhulk nach Flensburg-Mürwik an die Torpedostation verlegt. Dort stellte sie sich, aufgrund zahlreicher herumlaufender Ratten, als nicht bewohnbar heraus. 1908 kam sie wieder nach Kiel, um 1919 endgültig abgewrackt zu werden. Die Galionsfigur befindet sich heute in der Marineschule Mürwik.

## Kommandanten
Von den Kommandanten der Niobe stiegen 14 später bis in Admiralsränge auf, darunter
- Korvettenkapitän Karl Ferdinand Batsch, 1865–67, zuletzt Vizeadmiral
- Kapitänleutnant Alexander von Monts, IO: i. V. 1867, zuletzt Admiral
- Korvettenkapitän/Kapitän zur See Adolph Wilhelm Berger, 1867–1869 und 1874, zuletzt Vizeadmiral
- Kapitän zur See Wilhelm von Wickede, 1875, zuletzt Vizeadmiral
- Korvettenkapitän Karl Paschen, 1876, zuletzt Admiral
- Kapitän zur See Hans von Koester, 1883, erster Großadmiral der Kaiserlichen Marine
- Kapitän zur See Ernst Fritze, 1890, zuletzt Vizeadmiral